# کویابا
کویابا (به پرتغالی: Cuiabá) مرکز ایالت ماتو گروسو در غرب کشور برزیل است. جمعیت این شهر در سال ۲۰۱۰ میلادی ۵۵۱٬۰۹۸ نفر بوده است.

## شهرهای خواهرخوانده
- کیزیل, روسیه

## آب‌وهوا
| داده‌های اقلیم کویابا                                                      | داده‌های اقلیم کویابا | داده‌های اقلیم کویابا | داده‌های اقلیم کویابا | داده‌های اقلیم کویابا | داده‌های اقلیم کویابا | داده‌های اقلیم کویابا | داده‌های اقلیم کویابا | داده‌های اقلیم کویابا | داده‌های اقلیم کویابا | داده‌های اقلیم کویابا | داده‌های اقلیم کویابا | داده‌های اقلیم کویابا | داده‌های اقلیم کویابا |
| ماه                                                                       | ژانویه               | فوریه                | مارس                 | آوریل                | مه                   | ژوئن                 | ژوئیه                | اوت                  | سپتامبر              | اکتبر                | نوامبر               | دسامبر               | سال                  |
| ------------------------------------------------------------------------- | -------------------- | -------------------- | -------------------- | -------------------- | -------------------- | -------------------- | -------------------- | -------------------- | -------------------- | -------------------- | -------------------- | -------------------- | -------------------- |
| سابقهٔ بیش‌ترین °C (°F)                                                     | ۳۷ (۹۹)              | ۳۷ (۹۹)              | ۳۸ (۱۰۰)             | ۳۷ (۹۹)              | ۳۷ (۹۹)              | ۳۷ (۹۹)              | ۳۷ (۹۹)              | ۴۰ (۱۰۴)             | ۴۰ (۱۰۴)             | ۴۲ (۱۰۸)             | ۳۸ (۱۰۰)             | ۴۳ (۱۰۹)             | ۴۳ (۱۰۹)             |
| میانگین بیش‌ترین °C (°F)                                                   | ۳۲٫۶ (۹۱)            | ۳۲٫۶ (۹۱)            | ۳۲٫۹ (۹۱)            | ۳۲٫۷ (۹۱)            | ۳۱٫۶ (۸۹)            | ۳۰٫۷ (۸۷)            | ۳۱٫۸ (۸۹)            | ۳۴٫۱ (۹۳)            | ۳۴٫۱ (۹۳)            | ۳۴٫۰ (۹۳)            | ۳۱٫۱ (۸۸)            | ۳۲٫۵ (۹۱)            | ۳۲٫۵۶ (۹۰٫۶)         |
| میانگین روزانه °C (°F)                                                    | ۲۶٫۷ (۸۰)            | ۲۵٫۳ (۷۸)            | ۲۶٫۵ (۸۰)            | ۲۶٫۱ (۷۹)            | ۲۴٫۶ (۷۶)            | ۲۳٫۵ (۷۴)            | ۲۲٫۰ (۷۲)            | ۲۴٫۷ (۷۶)            | ۲۶٫۶ (۸۰)            | ۲۷٫۴ (۸۱)            | ۲۷٫۲ (۸۱)            | ۲۶٫۶ (۸۰)            | ۲۵٫۶ (۷۸٫۱)          |
| میانگین کم‌ترین °C (°F)                                                    | ۲۳٫۲ (۷۴)            | ۲۲٫۹ (۷۳)            | ۲۲٫۹ (۷۳)            | ۲۲٫۰ (۷۲)            | ۱۹٫۷ (۶۷)            | ۱۷٫۵ (۶۴)            | ۱۶٫۶ (۶۲)            | ۱۸٫۳ (۶۵)            | ۲۲٫۱ (۷۲)            | ۲۲٫۰ (۷۲)            | ۲۲٫۹ (۷۳)            | ۲۳٫۰ (۷۳)            | ۲۱٫۰۹ (۷۰)           |
| سابقهٔ کم‌ترین °C (°F)                                                      | ۱۸ (۶۴)              | ۱۵ (۵۹)              | ۱۷ (۶۳)              | ۱۲ (۵۴)              | ۷ (۴۵)               | ۷ (۴۵)               | ۶ (۴۳)               | ۷ (۴۵)               | ۱۰ (۵۰)              | ۱۰ (۵۰)              | ۱۲ (۵۴)              | ۱۲ (۵۴)              | ۶ (۴۳)               |
| بارندگی میلی‌متر (اینچ)                                                    | ۲۰۹٫۹ (۸٫۲۶)         | ۱۹۹٫۰ (۷٫۸۳)         | ۱۷۱٫۴ (۶٫۷۵)         | ۱۲۳٫۱ (۴٫۸۵)         | ۵۳٫۹ (۲٫۱۲)          | ۱۵٫۹ (۰٫۶۳)          | ۹٫۶ (۰٫۳۸)           | ۱۱٫۴ (۰٫۴۵)          | ۵۸٫۰ (۲٫۲۸)          | ۱۱۵٫۰ (۴٫۵۳)         | ۱۵۴٫۴ (۶٫۰۸)         | ۱۹۳٫۵ (۷٫۶۲)         | ۱٬۳۱۵٫۱ (۵۱٫۷۸)      |
| درصد رطوبت                                                                | ۷۸                   | ۸۰                   | ۸۰                   | ۷۹                   | ۷۵                   | ۷۲                   | ۶۴                   | ۶۰                   | ۵۹                   | ۶۸                   | ۷۴                   | ۷۷                   | ۷۲٫۲                 |
| منبع شماره ۱: Hong Kong Observatory (average temperatures, precipitation) |                      |                      |                      |                      |                      |                      |                      |                      |                      |                      |                      |                      |                      |
| منبع شماره ۲: Weatherbase (extremes, humidity, October average low)       |                      |                      |                      |                      |                      |                      |                      |                      |                      |                      |                      |                      |                      |